# Mexican Mafia

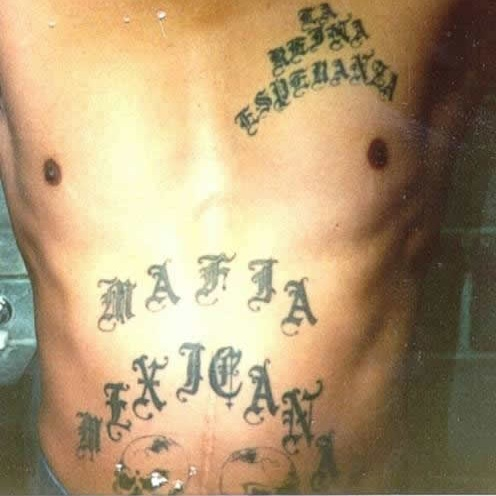
Een getatoeëerd lid van La Eme

De Mexican Mafia, ook wel 'La Eme' (de M) genoemd, is een misdaadbende die vooral bestaat uit Mexicaans-Amerikaanse gevangenen uit Zuid-Californië, ook wel SUR genoemd (het Spaanse woord voor zuid).
De Mexican Mafia is opgericht in Tracy (Californië) in het Deuel Vocational Institution door Luis "Huero Buff" Flores. De Mexican Mafia hanteert net zoals de Aryan Brotherhood en de meeste andere Amerikaanse gevangenisbendes de regel "Blood in, Blood out", wat betekent dat je moet moorden om er in te komen, en dat de enige uitweg de dood is. Onder de Mexican Mafia staan de Sureños, straatbendeleden. Deze bendeleden gebruiken het nummer 13, aangezien de M de dertiende letter van het Latijnse alfabet is.

## Regels
De Mexican Mafia heeft deze regels:
- Geen homoseksualiteit
- Geen lafheid
- Niet met de politie samenwerken, ook wel 'snitching' genoemd
- Niet 'politicken', dat is verdeeldheid opwekken tussen leden van de Mexican Mafia
- Vrouwen en kinderen zijn onschuldig en hen mag dus niets aangedaan worden

## Activiteiten
Van de leden (op de straat) wordt verwacht om in drugs te handelen, om winkeleigenaren, drugsdealers en pooiers af te persen en vijandige bendeleden aan te vallen. Ze zijn ook actief in beroving, inbraak, diefstal, carjacking en meer.
Van de leden in de gevangenis wordt verwacht om drugs de gevangenis in te smokkelen (b.v. door bezoekers of corrupte cipiers) en om medegevangenen te vermoorden of te mishandelen als ze de Mexican Mafia op de een of andere manier beledigen of tegenwerken.

## Lidmaatschap
De leden van de Mexican Mafia zijn overwegend Mexicaanse Amerikanen, ook wel Chicanen genoemd. Chicanen verschillen van Mexicanen in die wijze dat ze net als de blanke Amerikanen in het zuiden van de VS, de Afro-Amerikanen en de indianen 'inheems' zijn in de Verenigde Staten. Vele Chicanen kennen voorvaderen die reeds honderden jaren geleden leefden op het grondgebied van het zuiden en zuidwesten van de Verenigde Staten en hebben door interraciale menging door de jaren heen buiten Mexicaans eveneens Anglo-Amerikaans, Afro-Amerikaans en Indiaans (vaak Apache) bloed. De Chicaanse cultuur met inbegrip van de literatuur kent hierdoor vele raakvlakken, maar ook verschillen met de oorspronkelijke Mexicaanse cultuur. Deze Chicaanse cultuur is een integraal bestanddeel van de Mexican Mafia. Dit sluit echter niet uit dat de bende ook leden heeft uit de Mexicaanse immigrantengemeenschap.

## Bondgenoten
De Mexican Mafia heeft een langdurig bondgenootschap met de Aryan Brotherhood die werd aangelegd door een lid genaamd Joe Pegleg Morgan. Hij had geen Mexicaans bloed maar mocht toch lid worden. Omdat hij blank was, kon hij makkelijk toegang krijgen tot leden van de Aryan Brotherhood, wat het sluiten van een bondgenootschap vergemakkelijkte.

## Rivalen
- De Mexican Mafia rivaliseert met de Black Guerrilla Family, maar eigenlijk ook met alle andere Afro-Amerikanen in Zuid-Californië.[4] Sinds de jaren negentig is er een rassenoorlog in Los Angeles en de rest van Zuid-Californië tussen hispanic bendes (zoals MS13, Calle 18 en de Sureños) en zwarte bendes (bijvoorbeeld Bloods en Crips). Eerst was dat alleen maar bende tegen bende, maar later gingen ze ook onschuldige burgers aanvallen.
- Een andere rivaal is de Norteñobende, onder leiding van de Nuestra Familia. Deze bende bestaat uit hispanics uit Noord-Californië. Zij dragen rood in plaats van blauw en hun nummer is 14. De Sureños noemen de Norteños Busters en Chap(ete)s terwijl de Norteños de termen Scraps en Sur/Sewer Rats gebruiken.
- Nog een rivaal is de Maravillabende. Toen voorwaardelijk vrijgelaten ('paroled') leden van La Eme de missie kregen om meer invloed te krijgen op de straat, gingen ze van zuidelijke latinobendes 'straatbelasting' (afpersingsgeld) eisen. Als ze niet betaalden, kregen ze een 'greenlight' wat betekent dat ieder lid vogelvrij wordt verklaard. De overgrote meerderheid van de bendes accepteerde, maar sommige bendes weigerden. Ze noemen zich trots The Greenlight Gang en Taxfree.[5]

## De Sureños
De Sureños zijn een coalitie van latinobendes in Zuid-Californië.
Ze identificeren zich (met elkaar) door blauwe dingen te dragen en in hun graffiti de volgende dingen te gebruiken:
- 13
- X3
- drie punten in een driehoek
- XIII
- blauwe graffiti

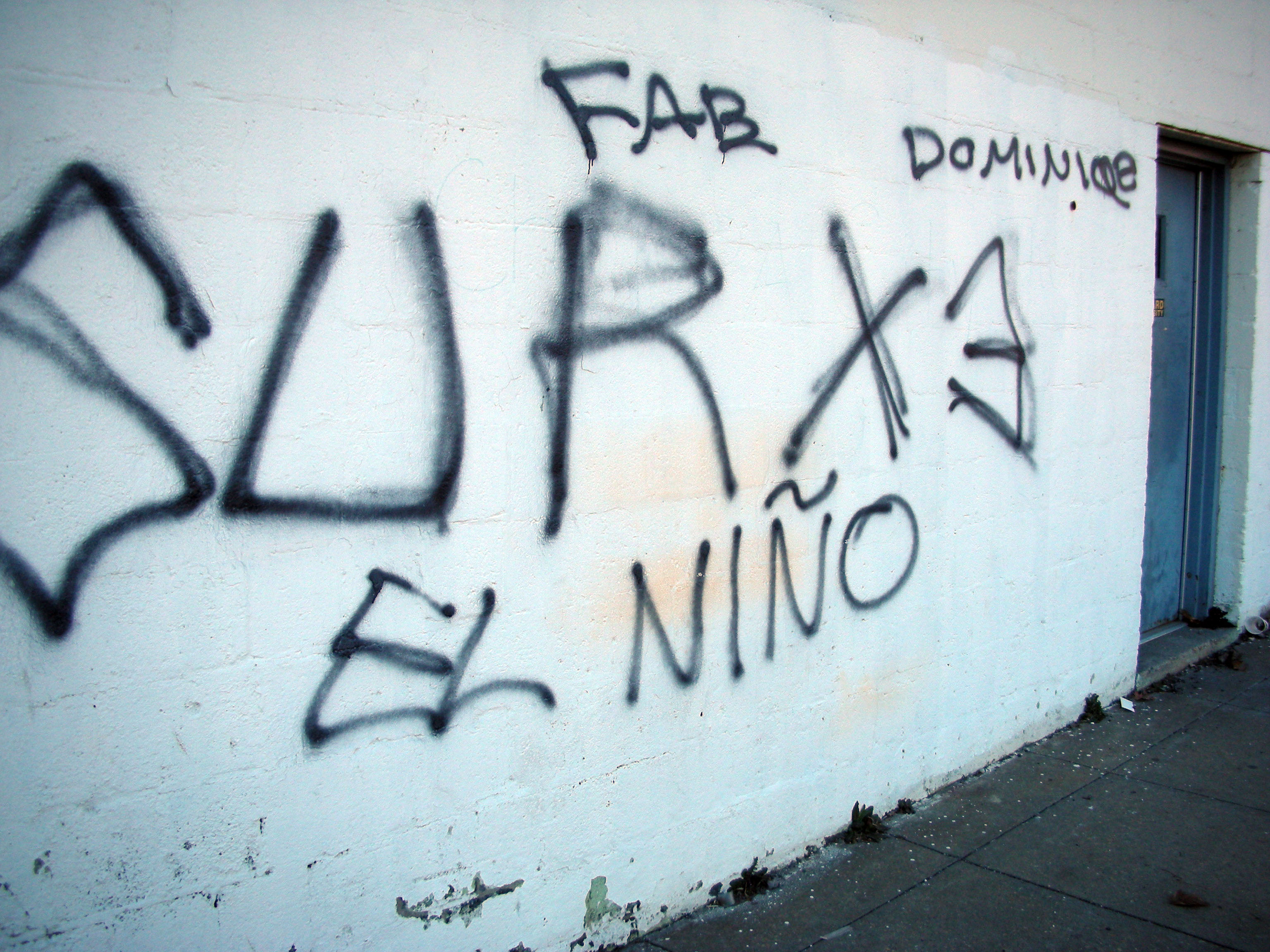
Graffiti van de Sureños

De individuele cliques/clickas taggen vaak ook hun eigen clicknaam op de muur.
Als ze in een oorlog zijn met een rivaliserende bende, 'strepen' ze een kruis door de andere bendenaam of zetten ze hun eigen symbolen neer.